# Висмутид дипразеодима
Висмутид дипразеодима — бинарное неорганическое соединение
празеодима и висмута
с формулой Pr2Bi,
кристаллы.

## Получение
- Сплавление стехиометрических количеств чистых веществ:

{\displaystyle {\mathsf {2Pr+Bi\ {\xrightarrow {1100^{o}C}}\ Pr_{2}Bi}}}

## Физические свойства
Висмутид дипразеодима образует кристаллы
тетрагональной сингонии,
пространственная группа I 4/mmm,
параметры ячейки a = 0,45872 нм, c = 1,80107 нм, Z = 4,
структура типа антимонида дилантана La2Sb
.
Соединение образуется по перитектической реакции при температуре ≈1100°С

.